# NGC 4589
NGC 4589 este o astronomical radio source⁠(d) situată în constelația Dragonul. A fost descoperită în 22 noiembrie 1797 de către William Herschel. Se află la o distanță de 22,39 de megaparseci de Pământ.